# موسيقى جامايكا
موسيقى جامايكا تضم الموسيقى الشعبية الجامايكية والعديد من الأنماط الموسيقية الشعبية مثل: المينتو والسكا والروكستيدي والريغي والموسيقى الداب والدانسهول والأنماط ذات الصلة.
الريغي خاصة هو شهير جدا بفضل شهرة بوب مارلي على الصعيد العالمي وتأثير الموسيقى الجامايكية على أنماط الموسيقى في دول أخرى يشمل ممارسة "التوستينغ" التي تمت إحضارها إلى مدينة نيويورك وتطورت لتصبح الراب. الأنماط البريطانية مثل "لوفرز روك" وموسيقى الجنغل والغرايم أيضا متأثرة بالموسيقى الجامايكية.
المينتو هو نمط من الموسيقى الجامايكية يسبق ويؤثر بشكل كبير على موسيقى السكا والريغي، لورد فلي وكاونت لاشر هما من أنجح فناني المينتو وتشمل الأغاني المعروفة للمينتو أغاني مثل "دي-أو" و"جامايكا فارويل" و"لينستيد ماركت". غالبا ما يتم تبادل المينتو مع موسيقى الكاليبسو وهو شكل موسيقي من ترينيداد وتوباجو ويتسبب ذلك في الخلط بينهما.
كما هو الحال في العديد من جزر الكاريبي الناطقة بالإنجليزية أصبحت موسيقى الكاليبسو في ترينيداد وتوباغو جزءا من ثقافة جامايكا وغالبا ما يتم تبادل الموسيقى المحلية الجامايكية المعروفة بالمينتو مع موسيقى الكاليبسو على الرغم من أن الاثنين يشتركان في العديد من التشابهات إلا أنهما يعتبران أشكالاً موسيقية منفصلة ومتميزة، وخلال منتصف القرن العشرين تم الخلط بين المينتو والكاليبسو وكان يشار إلى المينتو في كثير من الأحيان بالكاليبسو والكاليبسو المينتو؛ وكان مغنو المينتو يستخدمون كثيرا أغاني وتقنيات الكاليبسو، تستخدم المينتو مثل الكاليبسو وكلمات ذات علاقة بالقضايا الاجتماعية والفقر بطابع فكاهي وتعد التلميحات الجنسية شائعة أيضاً.
موسيقى الكاليبسو والسوكا الترينيدادية شائعة في جامايكا ويشمل الفنانون المشهورون في مجال الكاليبسو والسوكا في جامايكا بيرن لي وفاب 5 ولوفيندير وقدم هاري بيلافونتي (الذي ولد في الولايات المتحدة ونشأ في جامايكا من سن 5 إلى 13) موسيقى الكاليبسو للجمهور الأمريكي (والتي نشأت في ترينيداد وتوباغو في أوائل القرن العشرين)، وأطلق عليه لقب "ملك الكاليبسو".
منذ أوائل القرن العشرين أنتجت جامايكا العديد من الموسيقيين المبدعين في مجال الجاز، وفي هذا التطور كانت سياسة مدرسة الفا للأولاد في مدينة كينغستون التي تقدم تدريبا وتشجيعا في التعليم الموسيقي لطلابها لها تأثير كبير، كما كانت التقليد العسكري للفرق الموسيقية في الجزيرة ذو أهمية كبيرة حيث توفرت فرص عمل وتدريب موسيقي في سياقات عسكرية ومع ذلك كانت الفرص المحدودة لبناء مهنة في مجال الجاز في جامايكا تؤدي إلى مغادرة العديد من الموسيقيين المحليين للجزيرة للعيش في لندن أو الولايات المتحدة.
من بين أبرز الموسيقيين المبدعين في مجال الجاز من جامايكا الذين حققوا نجاحا في الخارج يذكر الساكسفونيست الألتو جو هاريوت الذي ُيعد الآن عالمياً واحداً من أكثر ملحني الموسيقى الجاز إبداعا وتفرداً، كما حقق البوقيون ديزي ريس وليزلي "جيفر" هاتشنسون وليزلي تومبسون وعازف الباص كولريدج جود وعازف الجيتار إرنست رانجلين وعازف البيانو مونتي ألكساندر نجاحاً عالمياً.
بنوا هاريوت وجود وهاتشنسون وتومبسون حياتهم المهنية في لندن إلى جانب العديد من الموسيقيين الآخرين مثل عازف البيانو يورك دي سوزا وعازف الساكسفون المتميز بيرتي كينغ الذي عاد في وقت لاحق إلى جامايكا وشكل فرقة بنمط المينتو وعمل ريس وألكساندر في الولايات المتحدة واستقر الساكسفونيست ويلتون "بوغي" جاينير في ألمانيا حيث عمل بشكل رئيسي مع فرقة كورت إيدلهاغن.
السكا هو نوع من الموسيقى نشأ في جامايكا في أواخر الخمسينيات من القرن العشرين وكان سابقا للروكستيدي والريغي. يجمع السكا بين عناصر المينتو والكاليبسو الكاريبي مع الموسيقى الجازية الأمريكية، والإيقاع والبلوز أول تسجيل للسكا تم إنتاجه من قبل كاونت أوسي وهو طبال نيابينجي من المجتمع الراسطا.
يتميز السكا بخط باس يمشي مع توزيع إيقاعات على الوقت القوي الموسيقي، وفي أوائل الستينيات كان السكا النوع الموسيقي السائد في جامايكا وكان شعبيا بين الحركة المود البريطانية وفي وقت لاحق أصبح شعبيا بين العديد من السكينهيدز.
يقسم مؤرخو الموسيقى عادة تاريخ السكا إلى ثلاث فترات: المشهد الجامايكي الأصلي في الستينيات (الموجة الأولى) وإحياء السكا في الثمانينيات في إنجلترا (الموجة الثانية) وحركة السكا الموجة الثالثة التي بدأت في الثمانينيات وحققت شهرة في الولايات المتحدة في التسعينيات، يحاول إحياء موسيقى الجاز الجامايكي الحديث إعادة صوت فناني الموسيقى الجامايكية الأوائل في أواخر الخمسينيات.
مع ظهور السكا ارتفعت شعبية الدي جيز مثل سير لورد كوميك وكينج ستيت والرائد كاونت ماتشوكي الذين بدأوا في التحدث بأسلوبهم الخاص فوق إيقاعات الأغاني الشهيرة في أنظمة الصوت في الموسيقى الجامايكية، الدي جي هو الشخص الذي يتحدث (المعروف في أماكن أخرى بالمضيف) والمختار هو الشخص الذي يختار الأسطوانات، وزادت شعبية الدي جيز كجزء أساسي من نظام الصوت وأدت إلى حاجة لأغاني موسيقية بدون كلام فضلا عن النسخ العزفية للأغاني الصوتية الشهيرة.
التوستنغ هو نوع من الشعر الغنائي الذي يتردد فوق الإيقاع في حين يشتمل موسيقى الدانسهول على الدي جيز إلا أنهم هم الذين يترددون أو يهمهمون فوق الإيقاع أو المسار الموسيقي مع ظهور العديد من الأنواع الموسيقية المختلفة، انتشرت ثقافة التوستنغ في جامايكا خلال الستينيات والسبعينيات.
في أواخر الستينيات بدأ منتجون مثل كينج تابي ولي بيري في إزالة الأصوات الغنائية من المسارات المسجلة لحفلات نظام الصوت مع الإيقاعات الأساسية والعزف على الباس ودخول وخروج الآلات الرئيسية في المزيج وبدأ الدي جيز في التوستنغ أو تقديم النكات المضحكة والاستفزازية ضد الدي جيز الآخرين والشخصيات المشهورة المحلية ومع مرور الوقت أصبح التوستنغ نشاطاً معقداً بشكل متزايد وأصبح جاذبية مثل الإيقاعات الموسيقية التي تعزف خلفه.
العناصر الأساسية في الهيب هوب هي الاعتراف بالمهارات والعصابات المتنافسة والحفلات والتعليق السياسي - كانت جميعها موجودة في الموسيقى الجامايكية عندما حاولت فرق الروكستيدي والريغي جعل موسيقاها شكلا للمقاومة السوداء الوطنية وحتى الدولية واستخدموا الثقافة الجامايكية والموسيقى الجامايكية تتنقل بين تفوق الأغاني التي تمتدح الذات والتوستنغ التي تحتوي على "الرعونة" المقنعة والتلميحات الجنسية وأسلوب أكثر حيادية وسياسية "واعية".
كان روكستيدي موسيقى الشباب الفظ (رود بويز) في جامايكا وفي منتصف الستينيات عندما كانت فرق "ذا ويلرز" و"ذا كلاريندونز" تهيمن على قوائم الأغاني أحضرت أغنية ديزموند ديكر "007" اهتماما دوليا لهذا النوع الموسيقي الجديد. وأعطى المزيج تركيزا كبيرا على خط الباس بدلاً من قسم الهورن القوي في السكا وبدأت الجيتار الإيقاعي في العزف على وقت الارتجاع أصبح الموسيقيون الجلسة مثل سوبرسونيكس وسول فندورز وجيتس وجاكي ميتو (من سكاتالايتس) شهيرين خلال هذه الفترة.
الريغي هو أحد أنواع الموسيقى التي أبدعت لأول مرة في جامايكا وفي أواخر الستينيات تطور الريغي من السكا والروكستيدي في نفس الوقت الذي تطور فيه التوستنغ.
أصبح الريغي شعبيا في جميع أنحاء العالم، وذلك بفضل النجاح الدولي لفنانين مثل بوب مارلي وبيتر توش وباني ويلر. كان مارلي يعتبر رمزا راستافاريا مسيحيا من قبل بعض المعجبين خاصة في منطقة البحر الكاريبي وأفريقيا وبين السكان الأصليين الأمريكيين وسكان أستراليا الأصليين، أسرت كلماته عن الحب والتجديد والجمال الطبيعي الجماهير وحصل على عناوين الأخبار للتفاوض على هدنة بين الحزبين السياسيين الجامايكيين المتنازعين (في حفلة واحدة للمحبة) بقيادة مايكل مانلي (حزب العمل الوطني) وإدوارد سيجا (حزب العمل الجامايكي).
بحلول عام 1973 ظهرت موسيقى الداب كنوع مميز من موسيقى الريغي، وأعلن عن بزوغ عصر الريمكس وتم تطويرها من قبل منتجي الأسطوانات مثل لي "سكراتش" بيري وكينج توبي، وتتميز موسيقى الداب بإعادة ترتيب الأغاني المسجلة سابقا مع تسلط على خط الباس وغالبا ما يتم إدخال الآلات الرئيسية والأصوات الصوتية وإخراجها من المزيج وفي بعض الأحيان يتم معالجتها بشكل كبير بتأثيرات الاستوديو، كان لكينج توبي ميزة نابعة من معرفته الشخصية بأجهزة الصوت وقدرته على بناء أنظمة صوتية خاصة به واستوديوهات تسجيل تفوق منافسيه أصبح مشهورا بتعديلاته للتسجيلات التي قام بها آخرون فضلا عن تسجيلاته في استوديوهاته الخاصة.
تشمل أشكال الموسيقى الشعبية الأخرى التي نشأت خلال السبعينيات مثل بريتون (شعر الداب للينتون كويسي جونسون) وروكرز ريغي سلي وروبي التي استوحت من آلة الميلوديكا لأوغستوس بابلو وأصبحت شعبية مع فنانين مثل ذا مايتي دايموندز وذا جلادياتورز وروكرز ريغي أكثر هدوءا لجو جيبس بما في ذلك موسيقى كلتشر ودينيس براون أسلوب مميز لفرقة بيرنينج سبير، كما يتجلى في ألبومات ماركوس غارفي ومان إن ذا هيلز وموسيقى راستا ذات توجه هارمونيكي وروحي مثل تلك لفرقة الأبيسينيانز وبلاك يوهورو وثيرد وورلد وفي عام 1975 حققت لويزا مارك نجاحا كبيرا بأغنية "Caught You in a Lie" مما أثار اتجاها للفنانين البريطانيين في صنع موسيقى الريغي الموجهة نحو الرومانسية والبالادات تسمى "لوفرز روك".
أثرت الموسيقى الريغي والسكا بشكل كبير على فرق الروك البانك البريطانية وفرق الموجة الجديدة في السبعينيات مثل ذا كلاش وإلفيس كوستيلو والأتراكشنز وذا بوليس وذا سليتس وذا روتس وقامت فرق النهضة السكا مثل ذا سبيشالز ومادنس وذا سيليكتر بتطوير نوع الموسيقى المعروف بـ "النغمتين".
خلال الثمانينيات كانت أشكال الموسيقى الأكثر شعبية في جامايكا هي الدانسهول والراجا، والدانسهول هو أساسا إلقاء الخطاب مع الموسيقى المصاحبة بما في ذلك إيقاع الطبل الأساسي (الذي يلعب غالبا على الطبول الكهربائية). انتقلت كلمات الأغاني بعيدا عن الكلمات السياسية والروحية الشعبية في السبعينيات وتركزت أكثر على قضايا أقل جدية، الراجا يتميز بإستخدام إيقاعات محوسبة ومسارات موسيقية متتابعة.
يقال عادة أن الراجا تم ابتكاره مع أغنية "Under Mi Sleng Teng" لواين سميث، حصل الراجا بالكاد على الأفضلية على الدانسهول كأسلوب موسيقي سائد في جامايكا في الثمانينيات وأثبت دي جي شابا رانكس وثنائي الغناء شاكا ديموس وبلايرز أنهم أكثر استمرارية من المنافسة وساعدوا في إلهام نسخة محدثة من ثقافة الشباب الوقحة تسمى راجاموفين.
كان الدانسهول أحيانا عنيفا في محتوى الكلمات، وقد تصدرت عدة فنانين منافسين العناوين الرئيسية بسبب خلافاتهم في جميع أنحاء جامايكا (على سبيل المثال، بيني مان مقابل بونتي كيلر). نشأ الدانسهول من التسجيلات الرائدة في أواخر السبعينيات لبارينغتون ليفي مع فرقة روتس راديكس المساندة وجونجو لوز كمنتج وكانت فرقة روتس راديكس الفرقة
المساندة البارزة لأسلوب الدانسهول ساعد يلومان وإيني كاموز وتشارلي تشابلن وجنرال إيكو في تعميم الأسلوب مع منتجين مثل سوجار مينوت.
شهدت الثمانينيات ظهورا لموسيقى الريغي من خارج جامايكا وخلال هذا الوقت وأثرت الموسيقى الريغي بشكل خاص على الموسيقى الشعبية الأفريقية، حيث أصبح سوني أوكوسونز وجون تشيبادورا ولوكي دوب وألفا بلوندي نجوماً شهدت الثمانينيات نهاية عصر الداب في جامايكا على الرغم من أن الداب لا يزال نوعا شعبيًا محبوبًا وذو تأثير في المملكة المتحدة، وإلى حد أقل في جميع أنحاء أوروبا والولايات المتحدة، اندمج الداب في الثمانينيات والتسعينيات مع الموسيقى الإلكترونية.
في أواخر العقد 2000 حقق فنانو الدانسهول المحليين مثل بوبكان وفايبز كارتل وشالكال وكونشنز والسيد فيغاس ومافادو نجاحا كبيرا محليا، في العقد التالي ظهر فنانون آخرون مثل تومي لي سبارتا والكالين وكاشترو تروي على ساحة الدانسهول. وفي أواخر العقد 2010 شهدت الموسيقى في الأسواق الغربية تأثيرات الدانسهول في الموسيقى البوب بما في ذلك أغاني دريك "وان دانس" و"كونترولا" (2016) وأغنية ريهانا "ورك" (2016).
ظهر الاندماج الريغي كنوع فرعي شعبي في أواخر الستينيات وإنه مزيج من الموسيقى الريغي أو الدانسهول مع عناصر من أنواع موسيقية أخرى ويرتبط ارتباطاً وثيقا بموسيقى الراجا ونشأ هذا النوع في جامايكا ومن الفنانين الذين يؤدون الاندماج الريغي في جامايكا وحققوا المرتبة الأولى في قائمة بيلبورد الأمريكية لأفضل 100 أغنية هي إيني كاموزي مع أغنية "Here Comes the Hotstepper" في عام 1994 وسوبر كات (ظهر في أغنية سوجار راي "Fly")، وشاجي ( أغنيتان حققت المرتبة الأولى مثل "Angel")، وريكروك (ظهر في أغنية شاجي "It Wasn't Me")، وشون بول (3 أغاني حققت المرتبة الأولى، مثل "Get Busy")، وشون كينغستون مع أغنية "Beautiful Girls" في عام 2007، وOMI مع أغنية "Cheerleader" في عام 2015. جميعهم من كينغستون، ما عدا إيني كاموزي وريكروك وOMI.
الأمة بونغو هي مجموعة متميزة من الجمايكيين المحتمل أن يكونوا من أصل الكونغو ويعرفون بكومينا والتي تشير إلى الدين وشكل من أشكال الموسيقى، أصبح أسلوب العزف المميز للطبول في كومينا أحد جذور عزف الطبول الراستافاري والذي بدوره هو مصدر الإيقاع الجامايكي المميز الذي ُيسمع في السكا والروكستيدي والريغي ويمكن تتبع تشابك الدين والموسيقى الجامايكي المعاصر إلى العقد 1860 عندما استحضرت كنائس بوكومانيا وريفايفال زيون التقاليد الأفريقية ودمجت الموسيقى في كل جانب من جوانب العبادة، وفي وقت لاحق انتقل هذا الاتجاه إلى المجتمعات الهندوسية مما أدى إلى ظهور الموسيقى البكرة.
انتشار الراستافاري في المناطق الحضرية في جامايكا في الستينيات من القرن العشرين حوّل منظر الموسيقى الجامايكية حيث تضمن العزف على الطبول (الذي يتم عزفه في مراسم الجماعة) وهذا ما أدى إلى ظهور الموسيقى الشعبية الحالية، وتمت دراسة العديد من الموسيقى والرقصات المذكورة أعلاه من قبل ريكس نيتلفورد المدير الفني (أستاذ متقاعد ونائب مستشار جامعة الهند الغربية) ومارجوري وايل المدير الموسيقي (موسيقية البحر الكاريبي وعازفة بيانو وعازفة طبول ومحاضرة في جامعة الهند الغربية). ومنذ عام 1962 قامت هذه الفرقة التطوعية من الراقصين والموسيقيين بتضمين العديد من هذه الرقصات في تشكيلتها الأساسية وقد قدمت عروضها في جميع أنحاء العالم أمام جماهير كبيرة بما في ذلك العائلة المالكة البريطانية.
تضمنت الاتجاهات الأخرى المسارات الرقمية البسيطة التي بدأت مع أغنية "Pepper Seed" لديف كيلي في عام 1995 إلى جانب عودة المغنين المتخصصين في الأغاني الرومانسية مثل بيريس هاموند واستخدم الموسيقيون الإلكترونيون الأمريكيون والبريطانيون والأوروبيون إيقاعات موسيقى الريغي لإنشاء أنماط موسيقية إلكترونية مختلطة أكثر وما زالت الموسيقى الداب والموسيقى العالمية والموسيقى الإلكترونية تؤثر في الموسيقى وفي العقد 2000 واحدة من أحدث التطورات هي شكل موسيقي يسمى "لينغواي" تأسس عام 2013 على يد منتج الأسطوانات ليسانت فولكس "جافولك ميكس" هو مصطلح ابتكره الموسيقي الجامايكي جوي فيركلاف ليعني خليط الموسيقى الشعبية الجامايكية مع أي أنماط موسيقية أجنبية ومحلية وتطور صوت جديد تم إنشاؤه بواسطة اندماجها وهذا هو أحدث تطور في الأسلوب الموسيقي الجامايكي في نهاية القرن العشرين وبداية القرن الحادي والعشرين ولا تزال الموسيقى الجامايكية تؤثر في الموسيقى العالمية وقدمت العديد من الجهود لدراسة ونسخ الموسيقى الجامايكية هذا الشكل الجديد من الموسيقى حيث يتم تنفيذ الأنماط المنسوخة بلهجة لغوية وموسيقية تميل إلى لهجة البلد الأصلي الذي يتم دراستها ونسخها وتنفيذها فيه.
1. ↑  ديف تومسون (٢٠٠٢) ريغي وموسيقى الكاريبي. دار الإيقاع. ص. ٢٦١. رقم الإيداع القانوني ٠٨٧٩٣٠٦٥٥٦
2. ↑  "ROOTS 'n' RAP". www.ric.edu. تم الوصول إليه في ١ أبريل ٢٠١٨
3. ↑  ديمينغ، مارك. "ألكالاين | سيرة ذاتية وتاريخ". أولميوزيك. شركة نيتاكشن ذ.م.م. تم الوصول إليه في ٩ يونيو ٢٠٢٠.
4. ↑  فوستر، جانيل (٢٠٢٠). "فنان جديد: كاشترو تروي". مجلة باكيارد. شركة زيون سيل المحدودة. تم الوصول إليه في٩ يونيو ٢٠٢٠.
5. ↑  فنان مثير للجدل ، إنسيديوس ، يصدر أغنية جديدة 'إكستاسي'". إنسيديوس. كينغستون ، جامايكا: شركة وام الدولية ذ.م.م. ١٨ أكتوبر ٢٠١٨. تم الوصول إليه في ٩ يونيو ٢٠٢٠.
6. ↑  "أستطيع رؤية بوضوح الآن - الدي جي يمر بتجربة العمى". ذا ستار. شركة ذا جلينر ليمتد. ١٠ أبريل ٢٠١٨. تم الوصول إليه في ٩ يونيو ٢٠٢٠.
7. ↑  محفوظ في Ghostarchive وآلة Wayback: InsideeusVEVO (١٦ أكتوبر ٢٠١٨). "إنسيديوس - إكستاسي (فيديو رسمي)". يوتيوب. يوتيوب ، شركة ذ.م.م. تم الوصول إليه في ٩ يونيو ٢٠٢٠.
8. ↑  بيغ دي (٢٠٠٨-٠٥-٠٨). "ريغي فيوجن". مراجعات ريغي. محفوظ من الأصل في ٢٠٠٨-٠٥-٠٩. تم الوصول إليه في ٧ يونيو ٢٠٠٨.

• جود وكولريدج وروجر كوتيريل، "Bass Lines: A Life in Jazz". لندن: 2002 ،Northway Books. رقم ISBN
0-9537040-2-5.
• بيتر مانويل، مع كينيث بيلبي ومايكل لارجي (2006). " Caribbean Currents: Caribbean Music from
ISBN 1-59213-463-7 رقم .Temple University Press، 2006 .)الطبعة الثانية( "Rumba to Reggae
• غريغوري مثمبو-سالتر وبيتر دالتون، "2000 ."The Loudest Island in the World. في بروتون، سايمون وإيلينغهام، مارك مع ماكوناشي، جيمس ودوان، أورلا (المحرر). " World Music، Vol. 2: Latin & North .Rough Guides Ltd، Penguin Books .456-430 ص ،"America،Caribbean، India، Asia and Pacific رقم 0-636-85828-1 ISBN.
• جيرومي كروبو داغنيني، " Vibrations Jamaïcaine. L'Histoire des musiques populaires jamaïcaines au XXe siècle". Camion Blanc. باريس (باللغة الفرنسية).
• غريغوري مثمبو-سالتر وبيتر دالتون، "2000 ."Lovers and Poets – Babylon Sounds. في بروتون، سايمون وإيلينغهام، مارك مع ماكوناشي، جيمس ودوان، أورلا (المحرر). " World Music، Vol. 2: Latin & North .Rough Guides Ltd، Penguin Books .462-457 ص ،"America،Caribbean، India، Asia and Pacific رقم 0-636-85828-1 ISBN
• كيفن أوبراين تشانغ وواين تشين، " Reggae Routes: The Story of Jamaican Music". Temple University Press. فيلادلفيا.
• برايان جان وتوم ويبر، "Reggae Island: Jamaican Music in the Digital Age". Da Capo Press. كينغستون. رقم 6-80853-306-0 ISBN.
• آلان روبرتسون، "Joe Harriott: Fire in his Soul". لندن: 2003 ،Northway Books. رقم -0 ISBN 0-9537040-3-3
• نيفيل ستابل، "Original Rude Boy". 2009. Aurum Press. رقم 8-480-84513-1-978 ISBN.
• ليزلي تومبسون مع جيفري جرين، "Swing from a Small Island: The Story of Leslie Thompson".
• لندن: 2008 ،Northway Books. رقم 6-2-9557888-0-978 ISBN.
• هوران سميث، "2004 ."Reggae Silver Bedside Books الرابط](-https://www.jamaicaobserver.com/art-culture/bookends-feb-05-2012page-one )/inside-checking-in-with-horane-smithpage-twobookshelfchecking-in-with-horane-smith
• Jamaican Song and Story (الأغاني الجامايكية والقصص).
• ملاحظات تاريخية للمجموعة الأولى: الألحان الأفروأمريكية والجامايكية.